# Couvent des Annonciades de Popincourt
Le couvent des Annonciades de Popincourt ou des Annonciades du Saint-Esprit  était  un couvent de l’Ordre de l'Annonciade établi rue Popincourt de 1636 à 1782. 

## Emplacement
Le couvent était à l’emplacement de l’actuelle église Saint-Ambroise, du Jardin des Moines-de-Tibhirine et de la partie du boulevard Voltaire devant ce jardin. Son domaine s’étendait le long des numéros pairs de la rue Popincourt jusqu’à l’angle de la rue du Chemin-Vert et des numéros pairs de la rue  de la Folie Méricourt de l'église Saint-Ambroise jusqu’à la rue Pasteur.

## Histoire

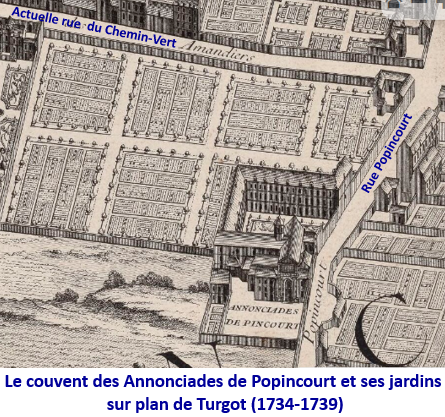
Couvent des Annonciades et ses jardins sur plan de Turgot

Les sœurs des Annonciades de l’ordre de l’Annonciade fondé à Bourges en 1501 par Jeanne de France achetèrent en 1636 à Euverte Augran conseiller du roi, une propriété à l’angle des rues Popincourt et des Amandiers (actuelle rue du Chemin-Vert) contenant des bâtiments et une chapelle nommée chapelle du Saint-Esprit. 
La fondatrice du couvent fut Marguerite de Louvencourt qui y mourut en 1687. Ayant acquis d’autres parcelles, leur domaine s'étendait sur 10 hectares comprenant des vignes et des jardins potagers entretenus par des journaliers. Les religieuses ouvrirent un pensionnat de jeunes filles. Des dons leur permettent d'édifier  de 1654 à 1657 une nouvelle église remplaçant l’ancienne chapelle puis des bâtiments d’habitation et un cloître en 1660.

## Fermeture du couvent
L’institution commença à péricliter financièrement à partir de 1720 ce qui amena les religieuses à aliéner une partie de leurs biens, notamment un terrain le long des actuelles rues de la Folie Méricourt et Pasteur où fut construite la caserne Popincourt en 1770, puis à vendre le couvent à une société. Les 26 religieuses quittent Popincourt en 1782 et une nouvelle rue, l’actuelle rue Saint-Ambroise, est ouverte en 1783.

## Ancienne église Saint-Ambroise
L’ancienne église du couvent devint en 1788 une succursale de la paroisse Sainte-Marguerite sous le nom d’église Notre-Dame de Protection puis église de la nouvelle paroisse Saint-Ambroise créée en 1791 par démembrement de la paroisse Sainte-Marguerite. 
L’église ferme en 1793 puis est vendue avec des bâtiments de l’ancien couvent. Les acheteurs y établissent une brasserie  et des fabriques.  L’église est rendue au culte et rachetée par la Ville de Paris en 1811. Elle est agrandie par Hippolyte Godde et détruite en 1869 par le percement du boulevard du Prince-Eugène (actuel boulevard Voltaire) après la construction de la nouvelle église Saint-Ambroise qui la remplace.

L'ancienne église Saint-Ambroise
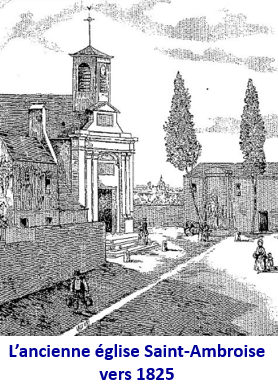
L'ancienne église Saint-Ambroise vers 1825
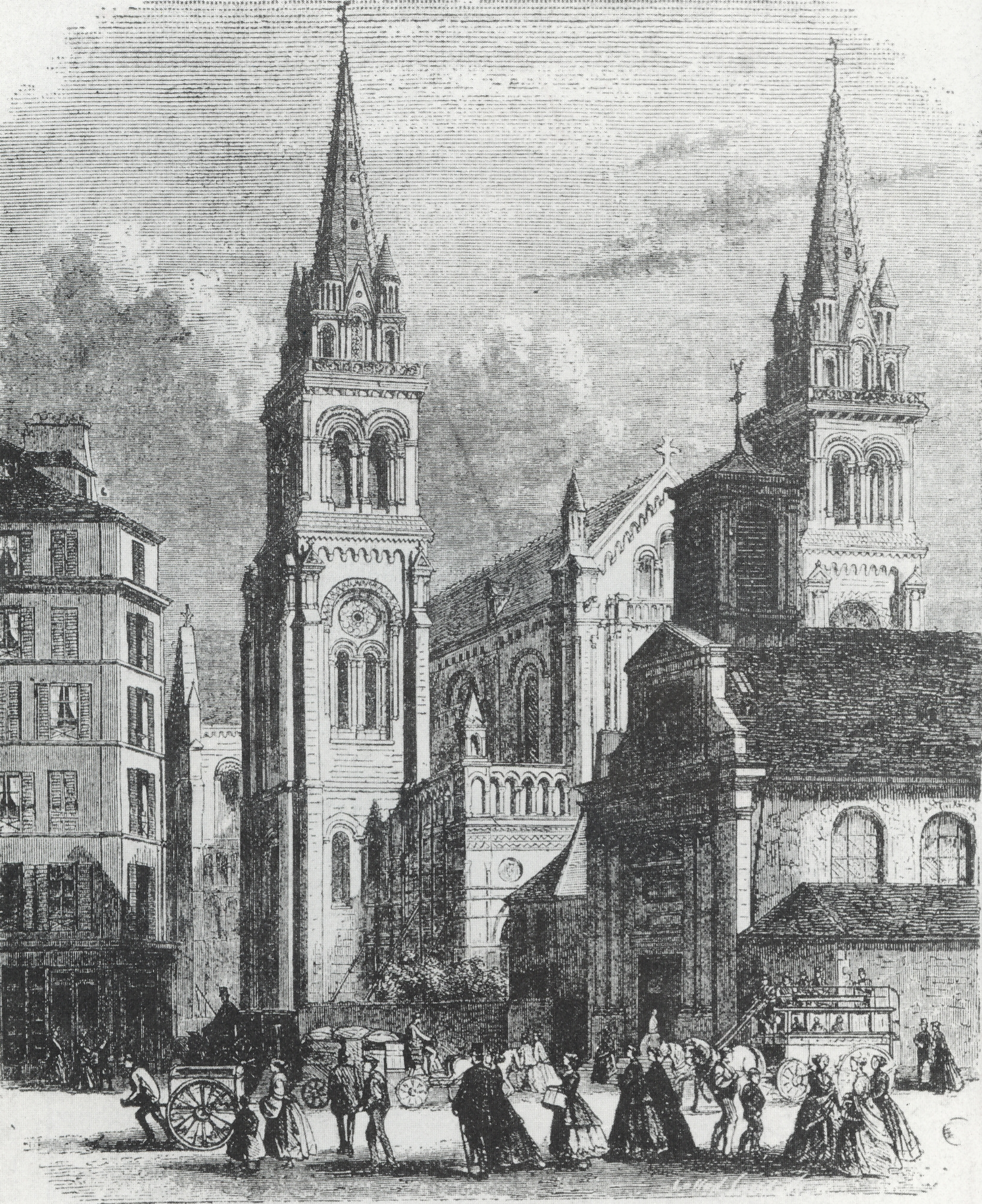
L'ancienne église Saint Ambroise devant la nouvelle en 1868